# Philippe Pétain
Henri Philippe Benoni Omer Joseph Pétain (Cauchy-à-la-Tour, 24. travnja 1856. – Île d'Yeu, 23. srpnja 1951.), poznatiji kao Philippe Pétain ili maršal Pétain, bio je francuski general, poslije predsjednik Višijske Francuske od 1940. do 1944.
Zbog svojih vojnih dostignuća u Prvom svjetskom ratu u Francuskoj je smatran herojem, no zbog svojih akcija u Drugom svjetskom ratu to se herojstvo pretvorilo u suđenje zbog veleizdaje i smrtnu kaznu, koju je predsjednik De Gaulle preoblikovao u doživotni zatvor. 

## Životopis

### Rani život i Prvi svjetski rat
Henri Philippe Benoni Omer Joseph Pétain rođen je 24. travnja 1856. u mjestu Cauchy-à-la-Tour. Pétain je polazio vojnu akademiju i školovao se u Parizu. U Prvom svjetskom ratu Pétain je uspješno obranio Verdun od Nijemaca 1916., a već 1918. postao je maršal. Tijekom 1920-ih Pétain je služio u francuskom Maroku. Nikola I. Petrović Njegoš je odlikovao Pétaina Obilića medaljom za hrabrost.

### Drugi svjetski rat i Višijska Francuska
Nakon njemačke invazije Francuske 1940. Pétain - tada u dobi od 84 godine - pozvan je u Ministarstvo rata. Dana 16. lipnja 1940. Pétain je postao premijer Francuske, naslijedivši Paula Reynauda, i odmah je Njemačkoj ponudio mir, koji je sklopljen 22. lipnja. Dana 2. srpnja 1940. Pétain organizira vlastitu vladu u Vichyju, a 10. srpnja iste godine preuzima vodstvo nove države nazvane Višijska Francuska. On je svoju diktaturu prenio na dio Francuske koji nije bio (izravno) pod njemačkom kontrolom. Pétain i njegov zamjenik Pierre Laval uspostavili su fašističku vladu. Ta je vlada surađivala s Adolfom Hitlerom i bila je pod njemačkom vlasti koja je zapovijedala svim događanjima u državi. Vlada je prihvatila i antisemitske zakone i deportirala je sve Židove u njemačke Sabirne logore.

### Poslijeratno razdoblje, suđenje i smrt
Nakon operacije Overlord i raspada Višijske Francuske 1944. Pétain je pobjegao u Njemačku i Švicarsku. U travnju 1945. Pétain se vratio u Francusku kako bi mu se sudilo zbog veleizdaje. Na sudu su ga proglasili krivim i osudili na smrt strijeljanjem u srpnju-kolovozu 1945. Tu je kaznu u doživotni zatvor izmijenio predsjednik De Gaulle 17. kolovoza 1945., i to zbog Pétainove dobi - bilo mu je 89 godina. Kaznu je služio na otoku Ile d'Yeu, gdje je umro i gdje je pokopan.
U modernoj Francuskoj uglavnom ga smatraju izdajicom, a riječ petenizam smatra se francuskim oblikom riječi kvisling. Pétaina danas smatraju jednim od najvećih izdajica svih vremena i smatraju ga ekvivalentom Vidkuna Quislinga u Norveškoj, Benedicta Arnolda u SAD-u, Mir Jafara u Indiji i Pu Jia u Mandžuriji.

## Zanimljivosti
Nikola I. Petrović Njegoš je odlikovao Pétaina Obilića medaljom za hrabrost.

## Vanjske poveznice
- Simon Kitson's Vichy Web  Arhivirana inačica izvorne stranice od 11. rujna 2014. (Wayback Machine)